# Stanisław Bylczyński
Stanisław Bylczyński h. Dęboróg (ur. 26 lipca 1889 w Chotiaczowie, Włodzimierz Wołyński, zm. 21 lutego 1941 w Rothesay, Szkocja) – kapitan lotnictwa Wojska Polskiego.

## Życiorys
Pochodził z rodziny ziemiańskiej z Grodzieńszczyzny. Był synem Antoniego (carskiego oficera) i Emilii z Wojciechowskich. Jego żoną była Zofia z Lipińskich (1903–1993).
Stanisław Bylczyński (dawniejszy carski oficer) za pośrednictwem znajomego z lat petersburskich (Teodora Białynickiego-Biruli) zamówił w firmie portretowej Witkacego kilka pasteli swojej żony, które (pomimo że ich małżeństwo się rozpadło, a Zofia miała jeszcze trzech innych mężów) przeszły do historii prac Witkacego jako portrety „Haliny Bylczyńskiej”. Sanacyjny światek artystyczno-ziemiański mawiał, że żona kapitana była kochanką Witkacego. Dziś jej portrety (autorstwa Witkacego) znajdują się w zbiorach prywatnych (m.in. aktorki z nią spokrewnionej – Marty Lipińskiej i w Muzeum Pomorza Środkowego w Słupsku.

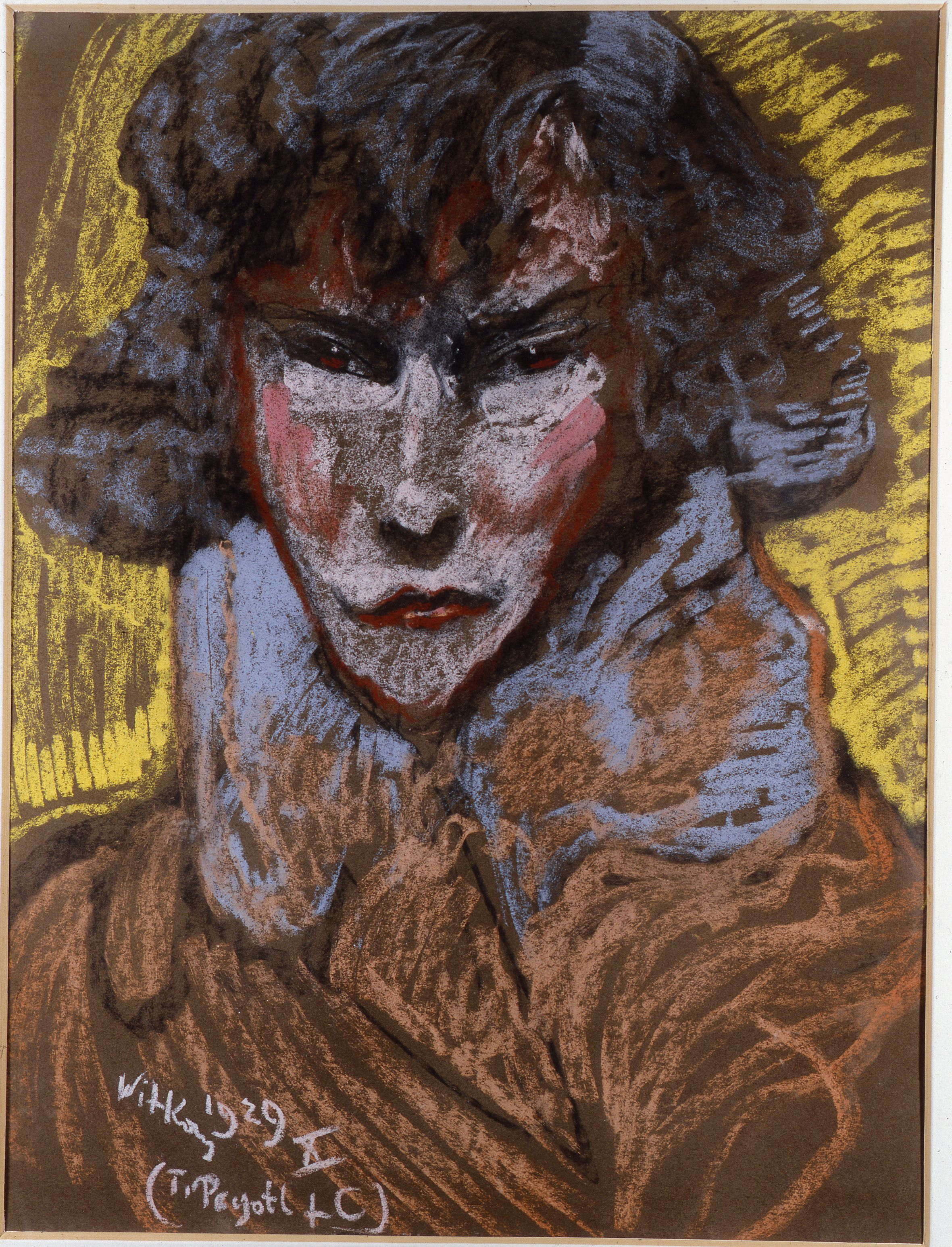
Halina Bylczyńska

Bylczyński ukończył Kaczyńską Wojskową Wyższą Szkołę Lotniczą Pilotów w Sewastopolu (na Krymie).
Po odzyskaniu przez Polskę niepodległości został przyjęty do Wojska Polskiego.
W roku 1921 przeniesiony do rezerwy. Był związany z Ligą Obrony Powietrznej i Przeciwgazowej (LOPiP), od roku 1925 był również prezesem Towarzystwa Żeglugi Powietrznej „Potavia”. Odznaczony Medalem Lotniczym.
We wrześniu 1939 roku uczestniczył w ewakuacji polskiego lotnictwa cywilnego. Po klęsce kampanii wrześniowej internowany w Rumunii, skąd przedostał się drogą morską do francuskiej Syrii (do portu w Bejrucie), a stamtąd do Francji. Ponieważ rząd francuski przyznawał wizy internowanym w Rumunii ze względu na ich zapatrywania polityczne (dzieląc wojsko na stronników Frontu Morges i sanację) odmówił służenia w lotnictwie francuskim i starał się od razu o przydział w RAF-ie. Dostał się do Wielkiej Brytanii. Służył jako pilot transportowy. Później w Stacji Zbornej Oficerów Rothesay, na Wyspie Bute, gdzie zmarł i został pochowany.

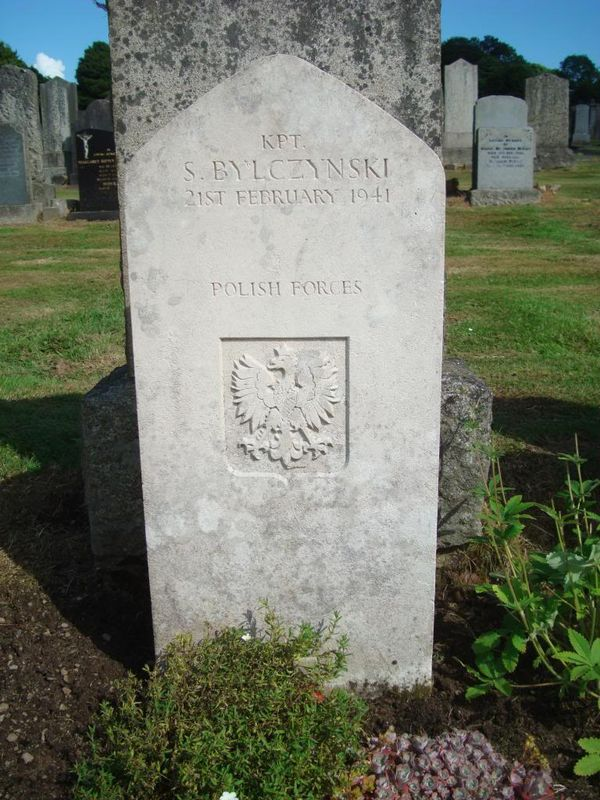
Stanisław Bylczyński, Rothesay, Bute, Szkocja 1941, fotografia z r. 2015

### Awanse
- w armii carskiej: porucznik lejbgwardii 3 konnej baterii (1907), dowódca kolumny automobilowej w Odessie (1918)
- podporucznik – zweryfikowany w październiku 1918[10]
- porucznik – 1 pułk. lotn. (w r. 1920 dowódca wojskowego lotniska w Bydgoszczy – Biedaszkowie (obecnie: Port lotniczy Bydgoszcz-Szwederowo))
- kapitan – 3 maja 1922 ze starszeństwem z 1 czerwca 1919

(stopień RAF: F/Lt (RAF P-0189))